# Beato Miguel Tejada
Beato Miguel Tejada (Jáchal, ca. 1905-desconocido) fue un político, escritor y poeta argentino del Partido Peronista que se desempeñó como diputado nacional por la provincia de San Juan entre 1952 y 1955, y como vicepresidente segundo de la Cámara de Diputados de la Nación Argentina de 1952 a 1953.

## Biografía
Nació en Jáchal (San Juan) en torno a 1905. Realizó sus estudios primarios en Villa Mercedes y en 1939 publicó su primer libro.
En las elecciones legislativas de 1951, fue candidato del Partido Peronista en la 3.° circunscripción de la provincia de San Juan. Asumió el 25 de abril de 1952. Allí fue elegido vicepresidente segundo de la Cámara de Diputados, desempeñándose hasta el año siguiente. También fue vocal en la comisión de Legislación Penal.
Había sido elegido diputado hasta 1958 pero permaneció en el cargo hasta septiembre de 1955, cuando su mandato fue interrumpido por el golpe de Estado de la autoproclamada Revolución Libertadora. Tras el golpe, cambió su nombre a Salvador Moreno para evitar ser detenido y actuó en la clandestinidad en la resistencia peronista. La dictadura militar lo incluyó en informes de la comisión investigadora.
Paralelamente a su actuación política en el peronismo, publicó Ritmos de la Nueva Argentina en septiembre de 1952 en la editorial Mundo Peronista y una poesía suya dedicada a Eva Perón fue incluida en Antología poética de la Revolución Justicialista de Antonio Monti en 1954. También participó en el suplemento cultural del diario La Prensa, cuando esta se hallaba bajo control de la Confederación General del Trabajo (CGT), y en el sindicato de escritores.
En los años 1960 ejerció como periodista y empleado de sanidad, perteneciendo a la Federación Argentina de Trabajadores de la Sanidad (FATSA). Además, continuó publicando versos (un libro de 1966 fue dedicado al Operativo Cóndor llevado a cabo en las islas Malvinas) y fue secretario de redacción de Justicialismo (dirigido por Amado Olmos, titular de FATSA).
En 1971, formó la asociación de escritores MAPA (Mensaje Argentino para Escritores) cuya presidencia honoraria fue ofrecida a Juan Domingo Perón. Luego, a los pocos años, ejerció la presidencia de dicha asociación. Al mismo tiempo continuó publicando libros y poesías en los años 1970, relativos al período de resistencia peronista de las décadas anteriores, incluyendo publicaciones en el suplemento de letras del diario Mayoría. En 1977 publicó Carta abierta a mi país  en ocasión del golpe de Estado 24 de marzo de 1976.
Una biblioteca popular de Rivadavia (San Juan) lleva su nombre. En 2019, la Cámara de Diputados de la Provincia de San Juan reeditó su libro Viva Jáchal, puras luces.

## Obra[1]
- Juventud insatisfecha (1939)
- Copa de Armonía (1940)
- Ritmos de la Nueva Argentina (1952)
- Una carta para Evita (poema en el diario La Prensa en 1952, incluido en Antología poética de la Revolución Justicialista de Antonio Monti en 1954)
- Viva Jáchal, puras luces (1953)
- Misión de la Argentina en esta hora del mundo (1954)
- Ciudad de la rosa y de la lluvia (1966)
- Canto a las Malvinas Argentinas (1966)
- Canciones para la gente que trabaja (1968)
- Martín Fierro y nosotros los trabajadores argentinos (1972)
- Captura recomendada (1973)
- Patria eucarística (1974)
- Arturo agricultor ha muerto (1974)
- La Argentina, ese claro pedazo de universo (1975)
- La Patria, mis amigos (1975)
- Carta abierta a mi país (1977)